# تامارا مور
تامارا مور (انگلیسی: Tamara Moore؛ زادهٔ ۱۱ آوریل ۱۹۸۰) بازیکن بسکتبال اهل ایالات متحده آمریکا است.
از باشگاه‌هایی که در آن بازی کرده‌است می‌توان به فینکس مرکوری اشاره کرد.